# Pielaveden Sampo
Il Pielaveden Sampo fu una società pallavolistica maschile finlandese, con sede a Pielavesi.

## Palmarès
- Campionato finlandese: 3

2003-04, 2004-05, 2008-09
- Coppa di Finlandia: 3

2006, 2007, 2008